# Улин
Ули́н (кит. упр. 武陵, пиньинь Wǔlíng) — район городского подчинения городского округа Чандэ провинции Хунань (КНР).

## История
Во времена империи Суй в 589 году был образован уезд Улин (武陵县), который впоследствии служил местом размещения властей различного уровня. Во времена империи Сун в 1165 году в нём разместились власти Чандэской управы (常德府), которая после монгольского завоевания стала в 1277 году Чандэским регионом (常德路), а после свержения власти монголов и образования империи Мин в 1364 году вновь стала управой. После Синьхайской революции в Китае была проведена реформа структуры административного деления, в ходе которой управы были упразднены, и поэтому в 1913 году Чандэская управа была расформирована, а уезд Улин был переименован в Чандэ (常德县).
После образования КНР в 1949 году был создан Специальный район Чанфэн (常沣专区), состоящий из 9 уездов; власти Специального района разместились в уезде Чандэ. 29 августа 1950 года Специальный район Чанфэн был переименован в Специальный район Чандэ (常德专区). 19 октября 1950 года урбанизированная часть уезда Чандэ была выделена в город Чандэ. В 1953 году город Чандэ стал городом провинциального подчинения, но в 1961 году вернулся в состав специального района. В 1970 году Специальный район Чандэ был переименован в Округ Чандэ (常德地区). 
Постановлением Госсовета КНР от 23 января 1988 года были расформированы округ Чандэ, город Чандэ и уезд Чандэ, и образован городской округ Чандэ; на территории бывшего города Чандэ и части уезда Чандэ был создан район Улин.

## Административное деление
Район делится на 13 уличных комитетов, 2 посёлка и 2 волости.